# 1912년 하계 올림픽 다이빙 남자 10m 플랫폼
1912년 하계 올림픽 다이빙 남자 10미터 플랫폼 (또는 플레인 버라이어티 다이빙 종합)은 1912년 하계 올림픽 다이빙의 4개 세부종목 중 하나로, 1912년 7월 12일 금요일부터 1912년 7월 15일 월요일까지 열렸다. 총 7개국 23명 선수가 참가하였다.

## 경기 진행

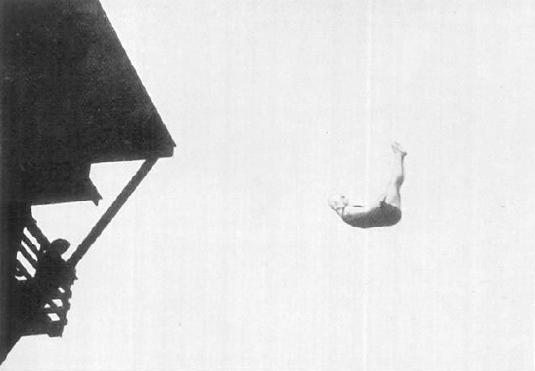
은메달을 차지한 독일의 알베르트 취르너

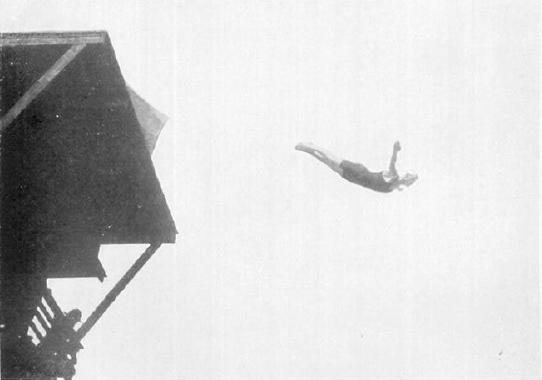
8위를 차지한 토이보 아로

플랫폼 종목은 실제로는 10m 보드와 5m 보드를 번갈아 사용해가며 경기가 진행되었다. 각 선수는 우선 10m 보드에서 플레인 다이빙과 러닝 플레인 다이빙을, 5m 보드에서 러닝 플레인 다이빙과 공중제비 다이빙, 그리고 선수가 선택한 방식의 다이빙 3회를 선보였다. 심사위원단은 총 5명이었으며 각 선수마다 '포인트'와 '점수'를 부여하였는데 여기서 포인트는 해당 선수의 순위를 매긴 것으로 5인의 포인트를 합산하여 총 포인트를 집계하였다. '점수'는 오늘날의 다이빙 종목에서 채택한 채점방식과 동일했다.

### 예선전
예선전에서는 각 조마다 '포인트'가 가장 낮은 선수 2명이 결승에 진출하고, 모든 조에서 '점수'가 가장 높은 선수 2명이 추가로 진출하는 방식으로 치러졌다. 순위 포인트 자체를 결승 진출의 기준으로 삼지는 않았다.

#### 1조
| 순위 | 선수                | 국가   | 포인트 | 점수  | 주 |
| ---- | ------------------- | ------ | ------ | ----- | -- |
| 1    | 햘마르 요한손       | 스웨덴 | 9      | 68.06 | Q  |
| 2    | 알베르트 취르너     | 독일   | 14     | 65.04 | Q  |
| 3    | 한스 루버           | 독일   | 23     | 61.66 |    |
| 4    | 예스타 셰베리       | 스웨덴 | 24     | 62.08 |    |
| 5    | 에른스트 브란드스텐 | 스웨덴 | 24     | 61.42 |    |
| 6    | 조지 가이드지크     | 미국   | 25     | 62.56 |    |
| 7    | 욘 얀손             | 스웨덴 | 27     | 59.75 |    |
| 8    | 쿠르트 베렌스       | 독일   | 33     | 58.35 |    |
| 9    | 레오 수니           | 핀란드 | 45     | 48.93 |    |

#### 2조
| 순위 | 선수              | 국가     | 포인트 | 점수  | 주 |
| ---- | ----------------- | -------- | ------ | ----- | -- |
| 1    | 에릭 아들레르스   | 스웨덴   | 6      | 74.76 | Q  |
| 2    | 구스타프 블롬그렌 | 스웨덴   | 9      | 68.50 | Q  |
| 3    | 하랄드 아르빈     | 스웨덴   | 15     | 62.75 | q  |
| 4    | 에른스트 에클룬드 | 스웨덴   | 20     | 59.94 |    |
| 5    | 시그바르 안데르센 | 노르웨이 | 25     | 56.40 |    |
| 6    | 오스카르 베첼     | 핀란드   | 32     | 50.46 |    |
| 7    | 칼레 카이누바라   | 핀란드   | 33     | 48.10 |    |
| -    | 아서 매칼리넌     | 미국     | –      | DNF   |    |

#### 3조
| 순위 | 선수              | 국가   | 포인트 | 점수  | 주 |
| ---- | ----------------- | ------ | ------ | ----- | -- |
| 1    | 알빈 칼손         | 스웨덴 | 7      | 66.98 | Q  |
| 2    | 조지 이본         | 영국   | 9      | 65.70 | Q  |
| 3    | 토이보 아로       | 핀란드 | 16     | 62.75 | q  |
| 4    | 로베르트 안데르손 | 스웨덴 | 18     | 60.39 |    |
| 5    | 옌스 스테펜손     | 스웨덴 | 25     | 41.54 |    |
| -    | 존 P. 리언스      | 캐나다 | –      | DNF   |    |

### 결승전
결승전에서는 순위 포인트의 총합을 기준으로 최종순위가 결정되었으며 다이빙 점수는 동점자 순위결정에 한하여 사용되었다.
| 순위 | 선수              | 국가   | 포인트 | 점수  |
| ---- | ----------------- | ------ | ------ | ----- |
| 1    | 에릭 아들레르스   | 스웨덴 | 7      | 73.94 |
| 2    | 알베르트 취르너   | 독일   | 10     | 72.60 |
| 3    | 구스타프 블롬그렌 | 스웨덴 | 16     | 69.56 |
| 4    | 햘마르 요한손     | 스웨덴 | 22     | 67.80 |
| 5    | 조지 이본         | 영국   | 22     | 67.66 |
| 6    | 하랄드 아르빈     | 스웨덴 | 31     | 62.62 |
| 7    | 알빈 칼손         | 스웨덴 | 32     | 63.16 |
| 8    | 토이보 아로       | 핀란드 | 40     | 57.05 |